# Стоговци (Апаче)
Стоговци  (словен. Stogovci) је насељено место у општини Апаче у североисточној Словенији, која припада Помурској регији.
Насеље се налазе на надморској висини 226,5 м површине 2,06 км². Приликом пописа становништва 2011. године Стоговци су имали 143 становника

## Културна баштина
У насељу се налази наткривени чевропоугаони камени споменик са нишама из 16. века у којима се налазе мурали, горњи део је из 19. века. Овај споменик је непокретно култирно добро Словеније.